# Draconarius picta
Draconarius picta är en spindelart som först beskrevs av Hu 2001.  Draconarius picta ingår i släktet Draconarius och familjen mörkerspindlar. Inga underarter finns listade i Catalogue of Life.